# 218636 Calabria
218636 Calabria este o planetă minoră (asteroid) din centura de asteroizi. A fost descoperită pe 24 septembrie 2005 la Borbona de Vincenzo Silvano Casulli⁠(d). 
Obiectul prezintă o orbită caracterizată de o semiaxă mare de 2,7205197759239 UAi, o excentricitate de 0,13, o înclinație de 7,4 ° în raport cu ecliptica.